# Inspecció tècnica de vehicles
Una inspecció tècnica de vehicles és un procediment estandarditzat per una administració en el qual determinats vehicles s'avaluen per a conèixer si compleixen la legislació aplicable, en general atenent criteris relatius a la seguretat i la preservació del medi ambient. A Espanya aquesta funció és delegada per les administracions competents a una empreses certificades per les administracions (ECA), algunes de les empreses certificades per a dur a terme la inspecció tècnica de vehicles a Espanya:
- Applus+: empresa amb seu a Barcelona que disposa de 26 centres.
- Certio ITV: empresa amb seu a Sant Cugat del Vallès que disposa de 10 centres. Anteriorment coneguda amb el nom de Menta ITV.[1]
- PrevenControl: empresa amb seu a Terrassa que disposa de 8 centres.
- ITV Serveis: empresa amb seu a Aixovall que disposa d'1 centre.
- General de Servicios ITV: empresa espanyola que pertany al Grupo FCC i que disposa de 9 centres.
- Atisae: empresa espanyola que disposa de 2 centres.